# Agrochola mansueta
Agrochola mansueta là một loài bướm đêm trong họ Noctuidae.